# Condado de Essex (Nueva York)
El condado de Essex es un condado del estado de Nueva York, Estados Unidos. Tiene una población estimada, a mediados de 2022, de 36 910 habitantes.
La sede del condado es Elizabethtown.

## Geografía
Según la Oficina del Censo, el condado tiene una superficie total de 4963 km², de los cuales 4647 km² corresponden a tierra firme y 316 km² están cubiertos de agua.

## Demografía

### Censo de 2020
Según el censo de 2020, en ese momento el condado tenía una población de 37 381 habitantes. La densidad de población era de 8.0 hab./km².
| Raza                   | Núm.   | Porc.   |
| ---------------------- | ------ | ------- |
| Blancos                | 34 102 | 91.23%  |
| Afroamericanos         | 676    | 1.81%   |
| Amerindios             | 78     | 0.21%   |
| Asiáticos              | 229    | 0.61%   |
| Isleños del Pacífico   | 12     | 0.03%   |
| De otras razas         | 306    | 0.82%   |
| De una mezcla de razas | 1978   | 5.29%   |
| Total                  | 37 381 | 100.00% |

Del total de la población, el 2.62% eran hispanos o latinos de cualquier raza.

### Estimación 2017-2021
De acuerdo con la estimación 2017-2021 de la Oficina del Censo, los ingresos medios de los hogares del condado son de $61,563 y los ingresos medios de las familias son de $71,433. Los ingresos per cápita en los últimos doce meses, medidos en dólares de 2021, son de $34,555.Alrededor del 9.5% de la población está por debajo de la línea de pobreza nacional.

## Municipios
El condado está subdividido en 18 municipios:
- Chesterfield
- Crown Point
- Elizabethtown
- Essex
- Jay
- Keene
- Lewis
- Minerva
- Moriah
- Newcomb
- North Elba
- North Hudson
- Schroon
- St. Armand
- Ticonderoga
- Westport
- Willsboro
- Wilmington

## Comunidades

### Villas
- Saranac Lake (no totalmente en el territorio del condado)
- Lake Placid

### Lugares designados por el censo (census-designated places, CDP)
- Ticonderoga
- Keeseville  (no totalmente en el territorio del condado)

- Mineville
- Port Henry
- Elizabethtown
- Wilmington
- Schroon Lake
- Willsboro
- Westport
- Willsboro Point
- Witherbee

### Aldeas
- Bloomingdale
- North Pole
- Olmstedville
- Port Kent
- Ray Brook
- Wadham